# Rosyjska Wyzwoleńcza Armia Ludowa
Rosyjska Wyzwoleńcza Armia Ludowa (niem. 29. Waffen-Grenadier-Division der SS „RONA” (russische Nr. 1), ros. Русская освободительная народная армия), RONA – kolaboracyjna formacja zbrojna złożona z Rosjan w służbie niemieckiej, działająca podczas II wojny światowej.

## Milicja ludowa
4 października 1941 r. na obszarze obwodu orłowskiego doszło do powołania kolaboracyjnego organizmu administracyjnego pod nazwą Republika Łokocka. Na jej czele stanął dotychczasowy nauczyciel fizyki w technikum leśnym w Brasowie Konstantin P. Woskobojnik. Do obrony przed partyzantką sformował on liczącą początkowo jedynie 20 osób milicję. Za zgodą dowództwa niemieckiej 2 Armii Pancernej gen. Heinza Guderiana jej liczebność została szybko powiększona. W różnych miejscowościach Republiki Łokockiej utworzono oddziały samoobrony w sile 20–50 ludzi. Oprócz zwalczania partyzantów patrolowały one drogi i lasy, ochraniały chłopów pracujących na polach, prowadziły obserwację. Składały się one z miejscowych i napływowych cywilów, b. żołnierzy Armii Czerwonej, a z czasem też zbiegłych partyzantów. Byli oni uzbrojeni jedynie w lekką broń piechoty. Nosili mundury sowieckie lub niemieckie, a częściowo ubrania cywilne. Ich skuteczność w zwalczaniu partyzantów i zapewnieniu porządku pozytywnie zaskoczyła Niemców.
8 stycznia 1942 r. w Łokociu został zabity prawdopodobnie przez sowieckiego skoczka spadochronowego i grupę partyzantów K.P. Woskobojnik wraz z kilkoma swoimi podkomendnymi. Jego następcą został b. inżynier w gorzelni w Łokociu Bronisław Kaminski. Powołał on komitet wykonawczy, na czele którego stanął Stiepan Mosin, główny redaktor pisma „Голос народа”, będącego organem prasowym Narodowo-Socjalistycznej Partii Rosji. Kontynuował też rozbudowę ochotniczych oddziałów samoobrony, która osiągnęła liczebność ponad 1 tys. ludzi. Na ich dowódców wyznaczał naczelników miejscowości, w których stacjonowały. Z czasem zaczęto określać te oddziały mianem „milicji ludowej”. Zastępcą Bronisława Kaminskiego do spraw wojskowych został mianowany ppłk Gieorgij Biełaj, a szefem sztabu kpt. Ilja Szewykin. Obaj byli b. oficerami Armii Czerwonej. Milicja została podzielona na trzy bataliony (po ok. 400 ludzi). Obsadzały one wschodnią granicę Republiki Łokockiej dla ochrony przed rosnącą w siłę partyzantką sowiecką. W marcu 1942 r. został sformowany czwarty batalion (ok. 450 ludzi).

## Walki i rozwój milicji Bronisława W. Kaminskiego
Pod koniec kwietnia 1942 r. dowódca 580 obszaru tyłowego niemieckiej 2 Armii Pancernej gen. Albrecht Brand oddelegował do milicji ludowej swojego oficera, który miał ją uporządkować i zreorganizować na wzór wojskowy. Bronisław Kaminski uzyskał dla swoich oddziałów lepsze uzbrojenie i wyposażenie oraz umundurowanie. Ponieważ wyczerpały się możliwości ochotniczego werbunku, 28 maja zarządził mobilizację, która zakończyła się sukcesem. Była ona prowadzona przez oddział mobilizacyjny na czele z W. Biełousowem, który działał w składzie referatu wojskowego pod kierownictwem Grigorija Bałaszowa. W drodze uznania dla jego dokonań Niemcy przyznali B. Kaminskiemu stopień generała brygady. Było to jednakże jedynie formalne uznanie jego dowództwa nad podległymi oddziałami. Milicja B. Kaminskiego – w dowód uznania ze strony niemieckiej – zaczęła brać udział w dużych operacjach antypartyzanckich. Od pocz. czerwca do jesieni uczestniczyła wraz z wojskami niemieckimi i węgierskimi w operacji „Vogelsang” w lasach na północ od Briańska. Działała kompaniami, a jej członkowie służyli też za przewodników i tłumaczy. Jesienią 1942 r. przeprowadzono kolejną mobilizację mężczyzn z roczników 1922–1925, powiększając w ten sposób liczebność milicji do ok. 1,5 tys. ludzi. Odbyła się ona pod sankcją rozstrzelania rodzin w razie niestawienia się poborowych. Dzięki temu udało się sformować po jednym batalionie w każdym z 13 okręgów Republiki Łokockiej. Akcję nadzorował dowódca niemieckiej 17 Brygady Grenadierów Pancernych. Swojego oficera łącznikowego do milicji ludowej przydzielił miejscowy dowódca SS i policji.

## Rosyjska Wyzwoleńcza Armia Ludowa

Różne wersje emblematów dywizji

Milicja B. Kaminskiego osiągnęła liczebność prawie 10 tys. ludzi zgrupowanych w czternastu batalionach i mniejszych pododdziałach. Nadano jej nazwę Rosyjska Wyzwoleńcza Armia Ludowa. Potocznie nazywano ją też wojskiem rosyjsko-niemieckim, czy Brygadą Kaminskiego. Na 16 stycznia 1943 r. składała się ze: sztabu (52 ludzi), parku maszynowego (50), dywizjonu pancernego (52), baterii przeciwlotniczej (34), drużyny przybocznej (27), kompanii strzeleckiej (129), oddziału specjalnego (31), kuchni polowej (20), I batalionu (756), II batalionu (794), III batalionu (900), IV batalionu (431), V batalionu (1 tys.), VI batalionu (648), VII batalionu (721), VIII batalionu (718), IX batalionu (506), X batalionu (686), XI batalionu (794), XII batalionu (767), XIII batalionu (370) i XIV batalionu (342). Ogółem stan RONA wynosił 9828 ludzi.
Na pocz. 1943 r. zostały utworzone dwa kolejne bataliony, batalion pancerny, samodzielny batalion gwardyjski (szkolący kadrę podoficerską) i kolejna bateria artylerii przeciwlotniczej. W marcu tego roku bataliony połączono w pięć pułków, których dowództwo objęli b. oficerowie Armii Czerwonej. 1 pułkiem (bataliony I, II i XI) dowodził mjr Gałkin, 2 pułkiem (IV, VI i VII bataliony) – mjr Tarasow, 3 pułkiem (bataliony III, V i XV) – mjr Turłakow, 4 pułkiem (bataliony X, XII i XIV) – mjr Proszyn, zaś 5 pułkiem (bataliony VIII, IX i XIII) – kpt. Fiłatow-Fiłatkin. Sztab 1 pułku stacjonował w miejscowości Pczeła, 2 pułku w przysiółku Bobrik, 3 pułku w Nawlji, 4 pułku w Siewsku, zaś 5 pułku w Tarasowce-Chołmecz. Każdy batalion składał się etatowo z czterech kompanii, plutonu moździerzy i plutonu artylerii. Uzbrojony powinien być w 1–2 działa (najczęściej posowieckie kal. 76 mm), 2–3 średnie i 12 lekkich moździerzy, 8 ciężkich i 12 lekkich karabinów maszynowych. Jednakże w rzeczywistości skład oddziałów znacznie odbiegał od etatów. Różne było również uzbrojenie, w ogromnej większości posowieckie. Na wyposażeniu brygady było m.in. 12 czołgów (2 KW-1, 4 T-34, 1 T-37, 3 BТ-7 i 2 BТ-5), 10 samochodów pancernych (typu BА-10 i BА-20), 2 tankietki, а także samochody ciężarowe i motocykle. Stan liczebny brygady dochodził do 12 tys. ludzi. Jej głównym zadaniem stała się walka z sowiecką partyzantką w lasach orłowskich i briańskich, a także utrzymywanie porządku i umocnienie władzy miejscowych zarządów i samorządów, ochrona żniw i zbiorów, konwojowanie pociągów i kolumn transportowych, zabezpieczenie egzekucji podatków.
Dzięki samej obecności oddziałów B. Kaminskiego w wielu miejscowościach i sieci posterunków partyzantka sowiecka do połowy 1943 r. nie działała na tym obszarze zbyt aktywnie. Brygada, dzięki wzrastającej sile i poprawie jakości uzbrojenia, stawała się coraz cenniejszym i znaczącym elementem niemieckiego systemu bezpieczeństwa na tyłach walczących wojsk. Jej uznanie w oczach Niemców podnosił też brak większych dezercji na stronę partyzantów. Zdarzało się natomiast odwrotne zjawisko, czyli przechodzenie partyzantów do brygady. Kontynuowano więc jej dozbrajanie i reorganizację. Na niskim poziomie pozostawała natomiast dyscyplina i wyszkolenie wojskowe żołnierzy. Dowódcy pułków byli w większości młodszymi oficerami, a nawet oficerami politycznymi z Armii Czerwonej. Ponadto fakt dowodzenia oddziałami brygady w akcjach bojowych każdorazowo przez Niemców, czasami nawet w stopniu podoficera, powodował duże niezadowolenie żołnierzy. W celu poprawienia nastrojów zostały wprowadzone przepustki do domów, zezwalano na przyjazd rodziców, żon i narzeczonych, a także wydawano nowe umundurowanie. Wyniki w intensywnym szkoleniu i sukcesy w akcjach antypartyzanckich nagradzane były także niemieckimi odznaczeniami, np. Żelaznymi Krzyżami, a nie tylko nadawaną żołnierzom formacji wschodnich specjalną Odznaką za Dzielność. Cały skład brygady objęty był systemem awansów. Kolejne stopnie, a w konsekwencji zwiększony żołd, były nadawane co kilka miesięcy. Z uwagi na brak oficerów Kaminski zwrócił się do Niemców o przekazanie mu 30 b. oficerów Armii Czerwonej spośród jeńców wojennych. Wśród nich byli m.in. kpt. Iwan Frołow, który zanim został szefem oddziału operacyjnego sztabu brygady dowodził batalionem gwardyjskim, szef wywiadu i kontrwywiadu mjr Borys A. Kostenko, dowódca artylerii ppłk Aleksandr Pierchurow oraz szef oddziału mobilizacyjnego mjr Nikołaj Nikityński, który objął stanowisko po G.N. Bałaszowie, awansowanym na zastępcę B.W. Kaminskiego.

## Walki RONA
Brygada stacjonowała kompaniami w co większych miejscowościach Republiki Łokockiej, prowadząc bezustanną walkę z sowiecką partyzantką. Według niemieckich danych w I poł. 1943 r. RONA zlikwidowała 1584, a wzięła do niewoli 1568 partyzantów. Zniszczyła 207 leśnych obozowisk. Oddziały i grupy bojowe wyłonione z brygady wiele razy prowadziły ekspedycje karne przeciwko partyzantom. Według obliczeń dowództwa niemieckiego brygada B.W. Kaminskiego wypełniała zadania, które musiałyby być powierzone co najmniej jednej niemieckiej dywizji bezpieczeństwa. Pododdziały RONA prowadziły również walki z partyzantami poza swoim terenem. Wczesnym latem wzięły one udział w kilku niemieckich operacjach antypartyzanckich związanych z przygotowaniami do operacji wojskowej „Zitadelle”. Siły brygady stale wzrastały. Sformowano dywizjon przeciwlotniczy pod dowództwem ppor. Płochina (3 działa plot. 4 wielkokalibrowe karabiny maszynowe) i dywizjon artylerii (głównie zdobyczne działa polowe 76 mm i 2 haubice 122 mm). Nastąpiły też przesunięcia wśród dowódców pułków. Dowodzący 1 i 2 pułkami pozostali bez zmian, 3 pułk objął dotychczasowy dowódca 4 pułku mjr Proszyn, a tego z kolei zastąpił Niemiec mjr Reitenbach. Dotychczasowy dowódca 3 pułku mjr Turłakow objął 5 pułk po kpt. Fiłatowie-Fiłatkinie. W maju 1943 r. zostały wprowadzone w brygadzie mundury według wzoru dla Osttruppen oraz odznaka naramienna, którą tworzyła tarcza w kolorze munduru z naszytą na niej białą tarczką obramowaną na czerwono z czarnym lub żółtym krzyżem św. Jerzego, a nad nią żółte litery РОНА. Istniały też inne warianty odznaki – tarcza i krzyż naszyte bezpośrednio na podkładkę bez odcięcia i bez liter, a do krzyża dodawane były skrzyżowane miecze, przez co ten upodabniał się do krzyża orderu św. Włodzimierza. Ta praktyka została jednak zakazana.

## Na Białorusi

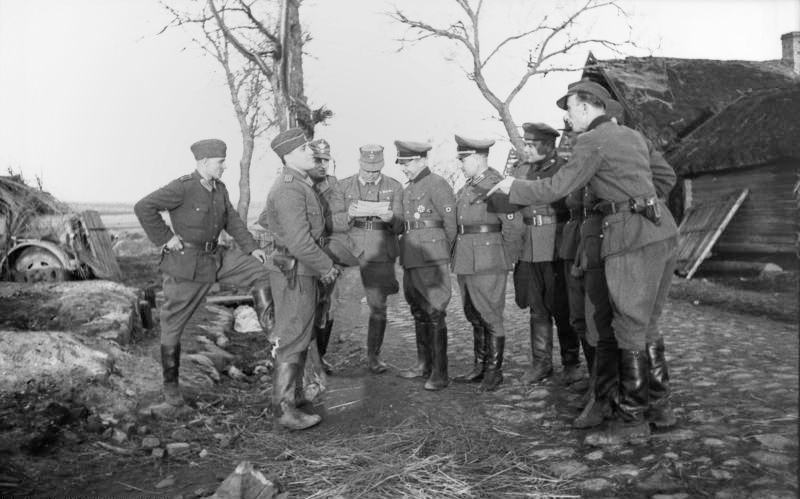
Bronisław Kaminski z oficerami RONA i policji niemieckiej uzgadnia plan akcji przeciwpartyzanckiej na Białorusi, 21 marca 1944 r.

Latem 1943 r. Republika Łokocka znalazła się na zapleczu frontu. W lipcu 5 pułk oraz wydzielone z pozostałych pułków kompanie i plutony zostały przydzielone do dywizji niemieckich walczących z Armią Czerwoną w rejonie Dmitrowska Orłowskiego. 29 lipca B.W. Kaminski wydał rozkaz o przemaszerowaniu brygady i wszystkich mieszkańców Republiki Łokockiej na Białoruś w okolice miejscowości Lepel. Ewakuacja rozpoczęła się na pocz. sierpnia. Większość żołnierzy i osób cywilnych przyjęła ten rozkaz ze zrozumieniem, chociaż u części młodszych wiekiem żołnierzy wywołał niezadowolenie. Gotowi byli raczej uciekać do lasu niż opuścić rodzinne strony. W Siewsku pozostał 4 pułk mjr. Reitenbacha jako ubezpieczenie ewakuacji. 27 sierpnia doszło do jego starcia z wojskami sowieckimi. Żołnierze RONA przez 8 godzin utrzymali miasto, ale zostali w większości okrążeni i zabici. Nielicznych poddających się Sowieci od razu mordowali, zaś mjr. Reitenbacha wlekli przywiązanego za nogi do czołgu po ulicach Siewska, aż zmarł.
Na pocz. września ewakuowani ronowcy i cywile zostali rozmieszczeni na obszarze powiatów lepelskiego, sennienskiego, czasnickiego i bieszenkowickiego. W Lepelu 5 września odbyła się uroczysta defilada. Przyjmował ją sam B.W. Kaminski. W czasie uroczystości przemawiali miejscowy starosta i szef niemieckiej komendantury miasta. Oddziały RONA niemal natychmiast skierowano przeciwko silnej miejscowej partyzantce sowieckiej. Ich straty w walkach były jednak coraz większe, np. już podczas pierwszych walk w rejonie Boguszewska jeden z batalionów został całkowicie rozbity. Żołnierzom brygady udało się wprawdzie utrzymać kontrolę nad liniami komunikacyjnymi i wyprzeć partyzantów z okolicznych miejscowości, jednakże w tym czasie część kadry i żołnierzy z bronią w ręku zbiegła do lasu. Wielu z nich zostało ujętych i odesłanych przez Niemców do obozów koncentracyjnych. Na terenach podległych B.W. Kaminskiemu ogłoszono więc mobilizację, zaś na okolicznym obszarze zaciąg ochotniczy. Stan osłabionej brygady osiągnął ok. 7 tys. ludzi. Pułki liczyły po ok. 1260 ludzi, a do tego dochodził jeszcze batalion gwardyjski.
Oddziały RONA rozmieszczono wzdłuż trasy kolejowej Orsza – Lepel. Działania propagandowe przeciwko formacji podjęli partyzanci, wysyłając swoich emisariuszy. Pod ich wpływem na stronę partyzantów 15 września przeszła jedna kompania. Do takiego samego kroku przygotowywali się dowódcy 2 pułku mjr Tarasow, dywizjonu artylerii kpt. Małachow i jednego z batalionów Moskwiczew. Jednakże mjr Tarasow postanowił najpierw zniszczyć niemiecki garnizon w miejscowości Senno. Niemieckie dowództwo dowiedziało się o tym od swoich agentów i zawiadomiło B.W. Kaminskiego. Ten 23 września przybył do siedziby 2 pułku, rozkazując aresztować i powiesić mjr. Tarasowa oraz 8 jego współpracowników. Pomimo tego w nocy z dywizjonu artylerii zdezerterowało 27 ludzi wraz z dowódcą i 126 żołnierzy z 2 pułku, zaś 25 września jeszcze 30 ludzi. Nowa mobilizacja pozwoliła jednak powiększyć siły brygady. Do 25 listopada w jej składzie znalazło się ponownie 5 pułków, liczących etatowo po 1260 ludzi oraz batalion gwardyjski. Siły te posiadały 12 czołgów (1 KW-1, 8 Т-34, 3 BТ-7), 3 samochody pancerne (BА-10), 3 tankietki, 1 haubicę 122 mm, 3 działa polowe 76 mm i 8 działek 45 mm, 8–10 średnich moździerzy oraz 15 ciężkich i ponad 50 lekkich karabinów maszynowych. Brygada była rozmieszczona następująco: w Lepelu stacjonował sztab brygady, batalion gwardyjski oraz 1 pułk, którym dowodził ppłk Gałkin, w Senno – 2 pułk, który objął mjr Pawłow, w Czasznikach – 3 pułk mjr. Proszina, w Taraskach – 4 pułk mjr. Fiłatowa-Fiłatkina i 5 pułk ppłk. Turłakowa.
Pułki były rozmieszczone batalionami w umocnionych miejscowościach wokół miejsc stacjonowania. Coraz bardziej narastała walka z partyzantką. Podczas ciężkich walk 20 i 21 października 1943 r., będących niemal formalnym oblężeniem, żołnierzom RONA udało się za cenę poważnych strat utrzymać Lepel i Czaszniki. Duże straty ponieśli też partyzanci. Nie mogąc rozbić brygady, dowództwo partyzanckie zaapelowało nawet do B.W. Kaminskiego, aby w imię „sowieckiego patriotyzmu” przeszedł na jego stronę za cenę wysokich nagród i funkcji w Armii Czerwonej. Apel ten pozostał jednak bez odpowiedzi.
W grudniu 1943 r. brygada wraz z niemieckimi jednostkami tyłowymi 3 Armii Pancernej ochraniała strategiczną drogę Lepel – Dokszyce. W styczniu 1944 r. odniesiono spore sukcesy w walkach z partyzantką. 27 stycznia B.W. Kaminski został odznaczony przez szefa oddziału kadr Naczelnego Dowództwa armii niemieckiej gen. Wilhelma Burgdorfa jednocześnie Krzyżami Żelaznymi I i II klasy. W marcu 1944 r. RONA otrzymała nazwę Volksheer-Brigade Kaminski. Wiosną brygada wzięła udział w dużej operacji antypartyzanckiej pod kryptonimem „Regenschauer”. Od 11 do 17 kwietnia ponad 60-tysięczna Grupa Bojowa „von Gottberg” miała zepchnąć siły partyzanckie do zachodniej strefy działań i w ramach następnej operacji „Frühlingsfest” zniszczyć okrążonych. W ciągu niemal miesięcznych działań (18 kwietnia – 15 maja) uczestniczące w operacji 1, 3 i 5 pułki RONA wyróżniły się skutecznością działań. Tempo ich działań było dużo lepsze niż niemieckich sił policyjnych, a wyrwanie się partyzantów z okrążenia nastąpiło na odcinku niemieckim, a nie ronowskim. Mimo że partyzanci nie zostali zniszczeni, udało się przywrócić spokój na zapleczu Grupy Armii „Środek”. 15 lutego rozpoczęła się kolejna ewakuacja żołnierzy i ludności cywilnej przybyłej z Republiki Lokockiej, tym razem do wschodniej Polski.

## Na ziemiach polskich
Nową siedzibą Kaminskiego stała się miejscowość Zdzięcioł. W sumie na nowe miejsce przybyło ponad 10 tys. uchodźców cywilnych i 3 tys. żołnierzy RONA. Ponownie nawiązano walkę z miejscową partyzantką sowiecką. Na Grodzieńszczyźnie działały też polskie oddziały partyzanckie Armii Krajowej, z którymi RONA również toczyła walki. Na podległym obszarze Kaminski po raz kolejny zarządził mobilizację mężczyzn z roczników 1922–1926. Zdołano uzyskać jedynie kilkuset ludzi, głównie Białorusinów i częściowo Polaków. Zbliżający się front wymusił kolejne przeniesienie brygady i cywilów. Za zgodą niemieckich władz wojskowych Kaminski uzyskał zgodę na ewakuację z terenów przyfrontowych. W rejonie miejscowości Wsielub pozostała jedynie część oddziałów, osłaniając odwrót.
W tym czasie zwierzchnictwo nad RONA postanowił przejąć Reichsführer SS Heinrich Himmler. Za jego zgodą tabor brygady wyruszył koleją przez Białystok – Łapy na Ostrołękę. Do podjęcia decyzji o dalszych losach brygady i cywili wyładowano ich w miejscowości Wygoda pomiędzy Łomżą a Zambrowem. Stąd została ona 20 lipca przetransportowana do Sokołowa Podlaskiego. Jednakże szybkie zbliżanie się frontu spowodowało, że już 22 lipca wyruszono przez Otwock – Górę Kalwarię – Warkę – Grójec – Tomaszów Mazowiecki – Piotrków Trybunalski do Częstochowy. Niemcy rozważali plan osiedlenia żołnierzy RONA i cywilów w Miechowskiem w celu zniszczenia miejscowej polskiej partyzantki. Pojawiła się też realniejsza koncepcja przeniesienia ich na Węgry, do czego ostatecznie nie doszło wskutek niechęci władz węgierskich. Uchodźcy zostali więc zatrzymani na Górnym Śląsku w rejonie Raciborza. Liczebność RONA wynosiła wówczas ok. 6,5 tys. ludzi. Ponieważ szybko zabrakło żywności, rozpoczęli grabież miejscowej ludności cywilnej. Pod koniec lipca RONA została włączona w skład Waffen-SS jako Brygada Szturmowa SS „RONA”, której część została wysłana na szkolenie, a część do walk z powstańcami warszawskimi.

## Udział w tłumieniu Powstania Warszawskiego

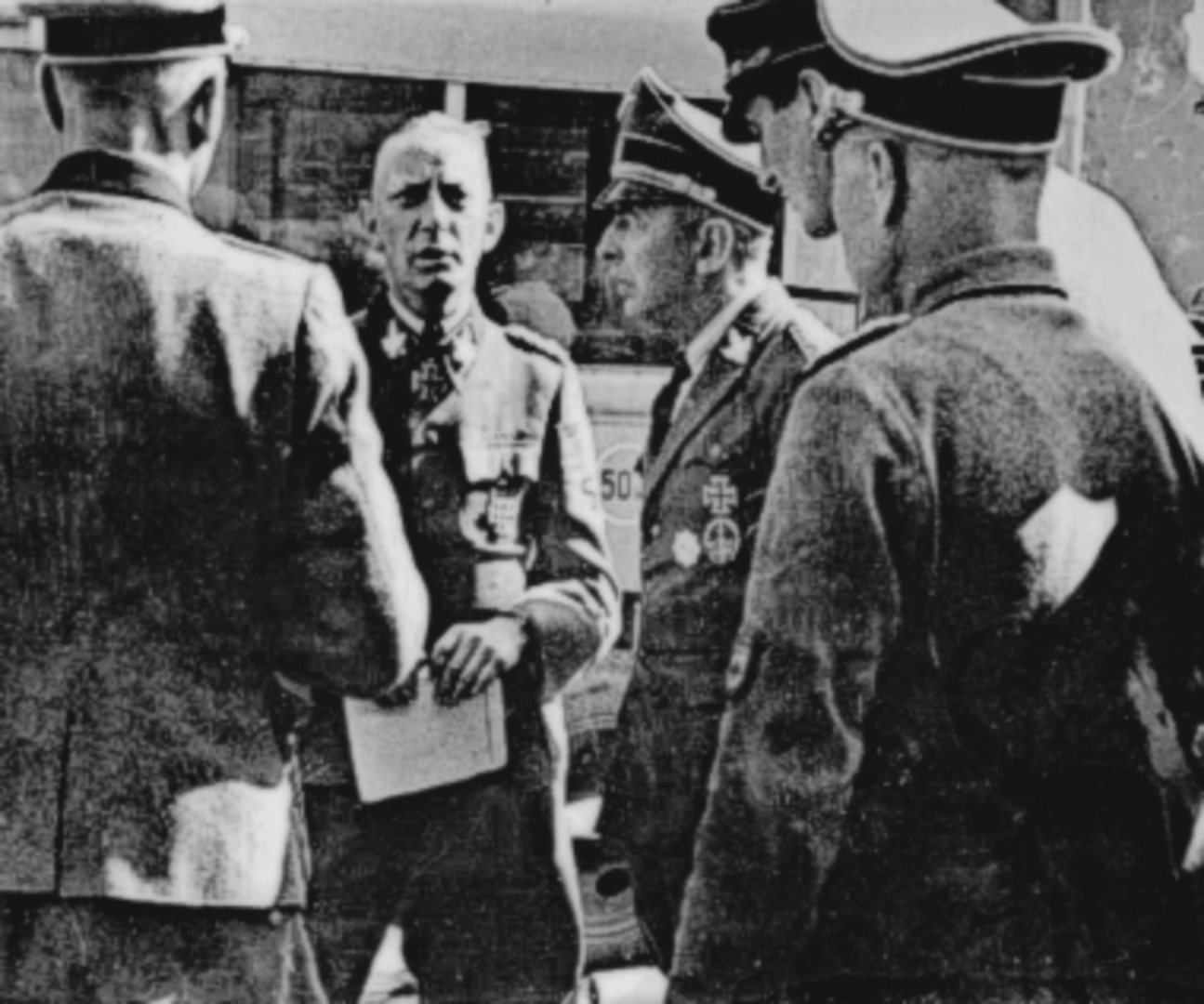
Heinz Reinefarth i Bronisław Kaminski

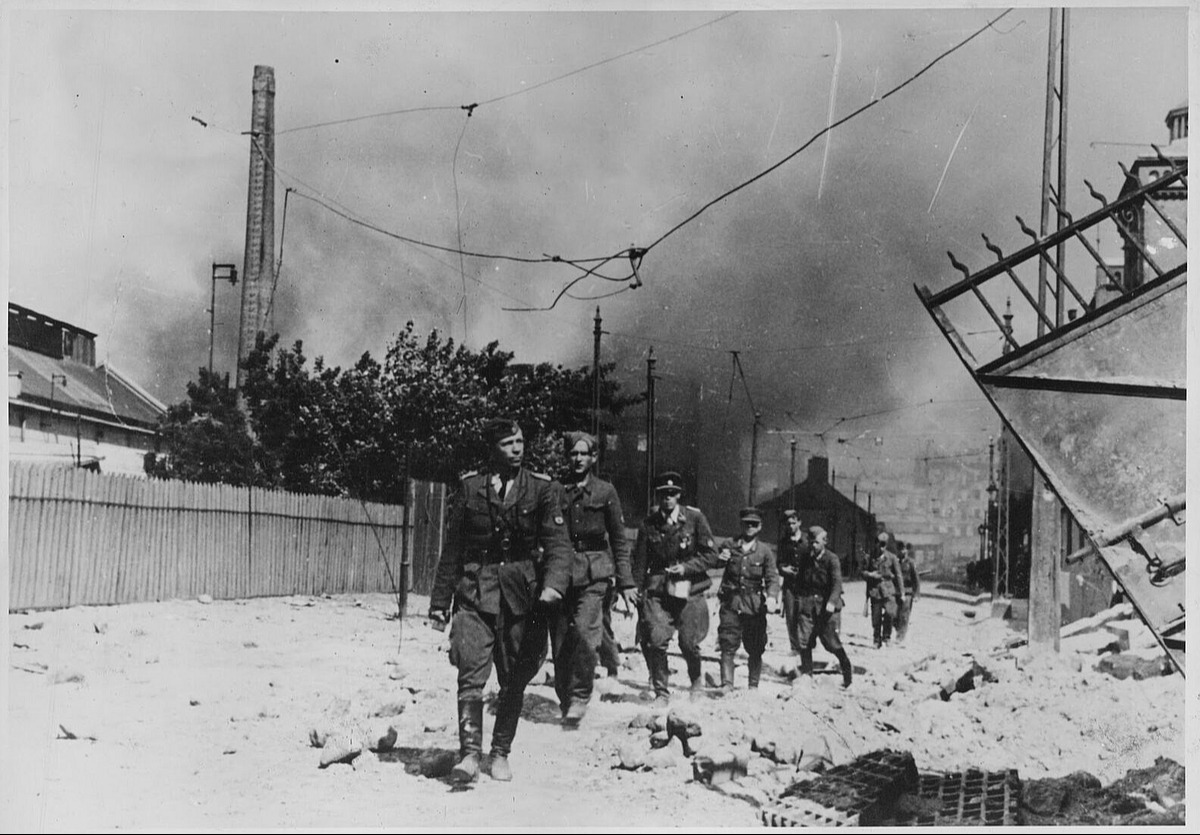
Żołnierze RONA podczas tłumienia powstania warszawskiego

3 sierpnia 1944 r. dowództwo niemieckie skierowało 1700 (nieżonatych) żołnierzy RONA do Warszawy. Sformowano z nich pułk szturmowy, który wszedł w skład Kampfgruppe „Reinefarth”, dowodzonej przez SS-Gruppenführera Heinza Reinefartha. Pułk w dniach 4–14 sierpnia stacjonował na Ochocie, gdzie dokonał straszliwych mordów na ludności cywilnej, połączonych z rabunkiem mienia i gwałtami kobiet. 12 sierpnia, dowodzony osobiście przez Kamińskiego, zaatakował Monopol Tytoniowy przu ul. Kaliskiej. Obiekt zdobył, ale tracił 70 ludzi. Po zranieniu Kamińskiego dowództwo pułkiem objął oficer operacyjny sztabu Iwan Frołow. W następnych dniach pułk walczył w rejonie Wojskowego Instytutu Geograficznego przy Alejach Jerozolimskich i Szpitala Dzieciątka Jezus przy ul. Nowogrodzkiej. 21 sierpnia, na rogu ulic Srebrnej i Towarowej, w walkach z powstańcami ze Zgrupowania „Chrobry II” stracił całą kompanię. Dwa dni później przeszedł w rejon ulic Stawki i Powązkowskiej, a po kilku dniach ciężkich walk, ponosząc duże straty, został zluzowany przez oddziały niemieckie. Pod koniec sierpnia mocno przetrzebiony pułk został przerzucony do podwarszawskiej wsi Truskaw, gdzie miał zwalczać oddziały AK w Puszczy Kampinoskiej. W nocą z 2 na 3 września został zaatakowany przez oddział partyzancki, którym dowodził Adolf Pilch. W walce pułk stracił ok. 250 zabitych i 100 rannych. Z kolei w nocy 3 na 4 września w czasie ataku wydzielonego oddziału kawalerii z Grupy AK „Kampinos” na wieś Marianów stracił dwie kompanie oraz znaczną ilość broni. Łącznie straty RONA w czasie Powstania Warszawskiego wyniosły ok. 800 osób, czyli połowę stanu wyjściowego.